# Micrambyx brevicornis
Micrambyx brevicornis là một loài bọ cánh cứng trong họ Cerambycidae.